# Piłka nożna na Łotwie

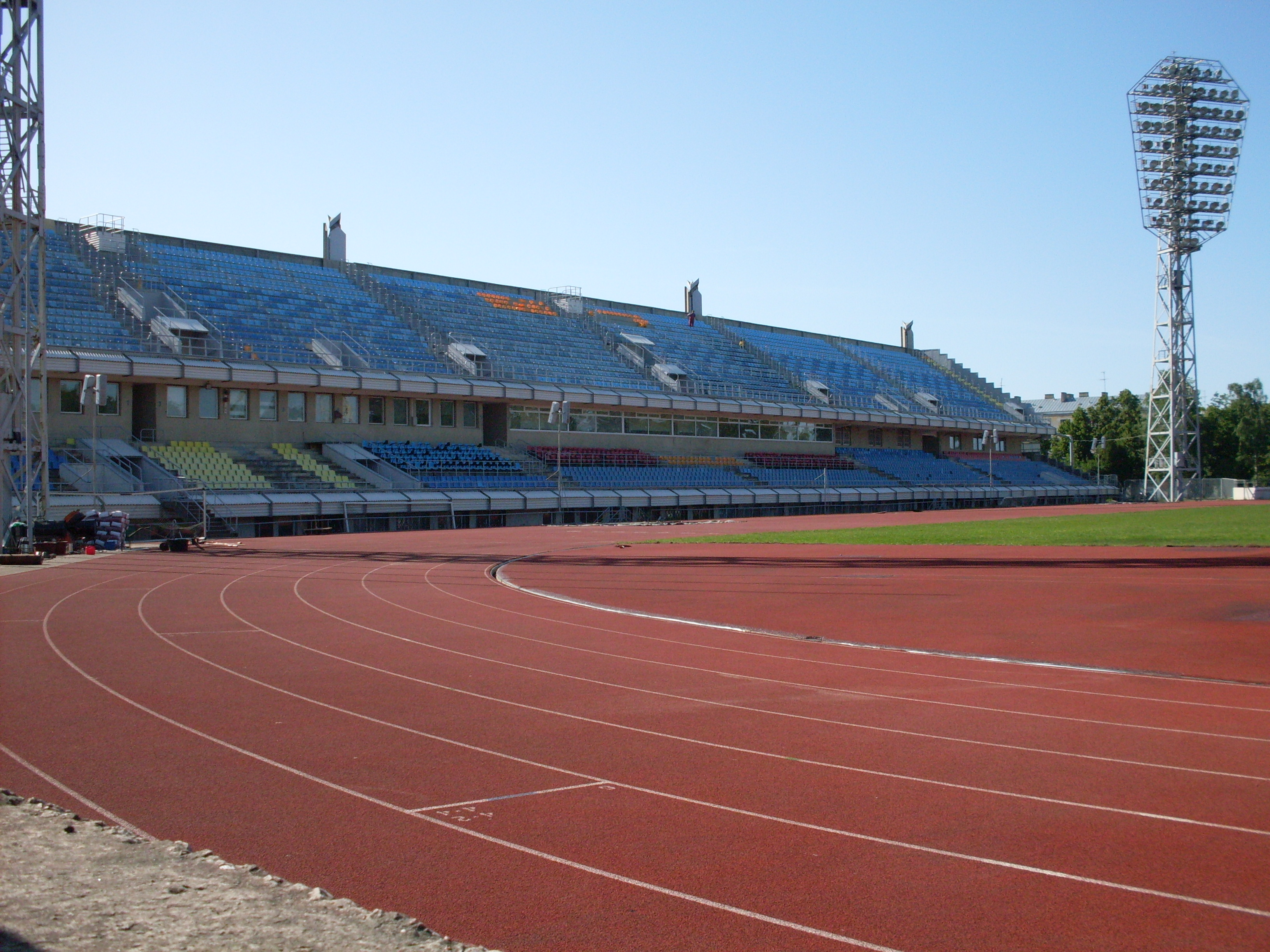
Stadion Daugava w Rydze, arena domowa reprezentacji narodowej

Piłka nożna (łot. Futbols ˈfutbɔls) jest najpopularniejszym sportem na Łotwie. Jej głównym organizatorem na terenie Łotwie pozostaje Latvijas Futbola federācija (LFF).
Według stanu na 17 listopada 2021 roku Vitālijs Astafjevs, Andrejs Rubins i Juris Laizāns mają odpowiednio 167, 117 i 113 występów reprezentacyjnych, a Māris Verpakovskis strzelił 29 bramek w barwach reprezentacji Łotwy.
W łotewskiej Virslīga grają takie utytułowane kluby, jak Riga FC, FK RFS, FK Ventspils i FK Liepāja.

## Historia
Piłka nożna zaczęła zyskiwać popularność na Łotwie na początku XX wieku. W 1908 roku po raz pierwszy rozegrano mecz o tytuł mistrza Rygi pomiędzy klubami British FC i Union (oba kluby założone w 1907), który zakończył się wynikiem 5-0 na korzyść Brytyjczyków. W 1909 Union rewanżował się wygrywając 4-1. W 1910 kluby British FC, Union oraz Kaiserwald Ryga (który powstał w 1909) założyły Ryżską Futbolową Ligę. W 1915 w lidze grało już 6 drużyn, ale w 1916 rozgrywki zawieszone z powodu I wojny światowej. 18 listopada 1918 Łotwa proklamowała niepodległość.
Po założeniu łotewskiej federacji piłkarskiej – LFF w 1921 roku, rozpoczął się proces zorganizowania pierwszych rozgrywek o mistrzostwo Łotwy. Pierwsza edycja mistrzostw Łotwy startowała w sezonie 1921, ale rozgrywek nie dokończono przez wcześniejsze nastąpienie zimy. W 1922 w lidze walczyły jedynie 6 drużyn ze stolicy Rygi. Pierwszym mistrzem został Kaiserwald Ryga, który powtórzył ten sukces i w następnym sezonie. Od 1923 organizowano najpierw turnieje w dwóch grupach - w stolicznej, gdzie rozgrywane były systemem ligowym oraz w grupie prowincjalnej, gdzie rozgrywane systemem pucharowym. Następnie zwycięzcy obu grup walczyły w meczu finałowym o tytuł mistrza Łotwy. Dopiero w 1927 po raz pierwszy wszystkie drużyny kraju połączono w jedyną wyższą ligę, zwaną Virslīga. Pierwszym mistrzem ligi została Olimpia Lipawy, która utrzymywała ten tytuł i w kolejnych dwóch sezonach. Mistrzostwa Łotwy w sezonie 1939/40 zostały zawieszone, tak jak 17 czerwca 1940 wojska radzieckie wkraczają do Łotwy, a 5 sierpnia została utworzona Łotewska SRR w składzie ZSRR. W sezonie 1941 mistrzostwa Łotewskiej SRR po 6 kolejkach zostały przerwane tak jak w końcu czerwca nastąpiła okupacja niemiecka. W 1942 i 1943 rozgrywki o mistrzostwo Łotwy zostały wznowione, ale w 1944 znów zawieszone z powodu ataku Armii Radzieckiej, w wyniku którego ZSRR ponownie okupują Łotwę. W 1945 ponownie startują mistrzostwa Łotewskiej SRR. To nie były pełnowartościowe mistrzostwa tak jak najlepsze kluby kraju uczestniczyły w mistrzostwach ZSRR. W 1990 dodatkowo organizowano rozgrywki Baltic League, w których uczestniczyły m.in. najlepsze drużyny Łotewskiej SRR - RAF Jelgava, Celtnieks Dyneburg, Torpedo Ryga, KKI Daugava Ryga, Pārdaugava Ryga i Olimpija Lipawa.
21 sierpnia 1991 – po puczu Janajewa Łotwa deklaruje niepodległość. Niektóre źródła uważają mistrzostwo w 1991 roku za pierwsze pełnoprawne mistrzostwo Łotwy po przywróceniu niepodległości. Ale po pierwsze, de facto niezależność została przywrócona po rozpoczęciu mistrzostw, a po drugie, nie wszystkie najsilniejsze łotewskie zespoły brały udział w tych mistrzostwach. Tak więc, Pārdaugava Ryga występowała w pierwszej lidze ZSRR, gdzie zajęła ostatnie 22.miejsce, a RAF Jelgava zmagał się w 6.strefie Drugiej ligi ZSRR.
Rozgrywki najwyższej ligi zwanej Virslīga w obecnym formacie zainaugurowano w sezonie 1992.

## Format rozgrywek ligowych
W obowiązującym systemie ligowym trzy najwyższe klasy rozgrywkowe są ogólnokrajowe (Virslīga, 1. līga i 2. līga). Dopiero na czwartym poziomie pojawiają się grupy regionalne.

## Puchary
Rozgrywki pucharowe rozgrywane na Łotwie to:
- Puchar Łotwy (Latvijas Kauss futbolā),
- Superpuchar Łotwy (Latvijas Superkauss futbolā) - mecz między mistrzem kraju i zdobywcą Pucharu.